# Ахмет Недждет Сезер
Ахме́т Неджде́т Сезе́р (тур. Ahmet Necdet Sezer; 13 вересня 1941, Афьонкарахісар, Туреччина) — турецький державний діяч, 10-й президент Туреччини. Великі національні збори Туреччини у 2000 вибрали його новим президентом Туреччини, після того як закінчився строк президентства його попередника, Сулеймана Демірель. У 2007 його змінив Абдулла Гюль.

## Біографія
Народився 13 вересня 1941 в місті Афьонкарахісар, Туреччина.
Після закінчення школи у 1958 продовжив навчання на юридичному Факультеті Університету Анкари.
У 1962 почав свою кар'єру як суддя в Анкарі. Після служби у Військовій академії працював спочатку суддею, а пізніше контролюючим суддею у Вищому апеляційному суді в Анкарі.
7 березня 1983 обраний членом Вищого Апеляційного Суду. Оскільки Сезер був членом Верхньої Палати Закону, він став одним з трьох, рекомендованих пленарними зборами Вищого Апеляційного Суду, кандидатів на членство у Конституційному Суді.
27 вересня 1988 призначений на посаду судді в Конституційному Суді.
6 січня 1998 обраний головним суддею Конституційного Суду Туреччини.
Обраний президентом країни у 2000, склав присягу 16 травня 2000, ставши першим президентом Туреччини з юридичною освітою. Його повноваження мали закінчитися 16 травня 2007, проте через те, що Великі національні збори Туреччини не зуміло обрати нового президента у визначений термін, його повноваження були продовжені до 28 серпня того ж року.

## Родина
Одружений з Семре Сезер, мають трьох дітей.